# Trichocentrum
Trichocentrum là một chi thực vật có hoa trong họ Lan.

## Danh sách loài
- Trichocentrum aguirrei (Colombia)

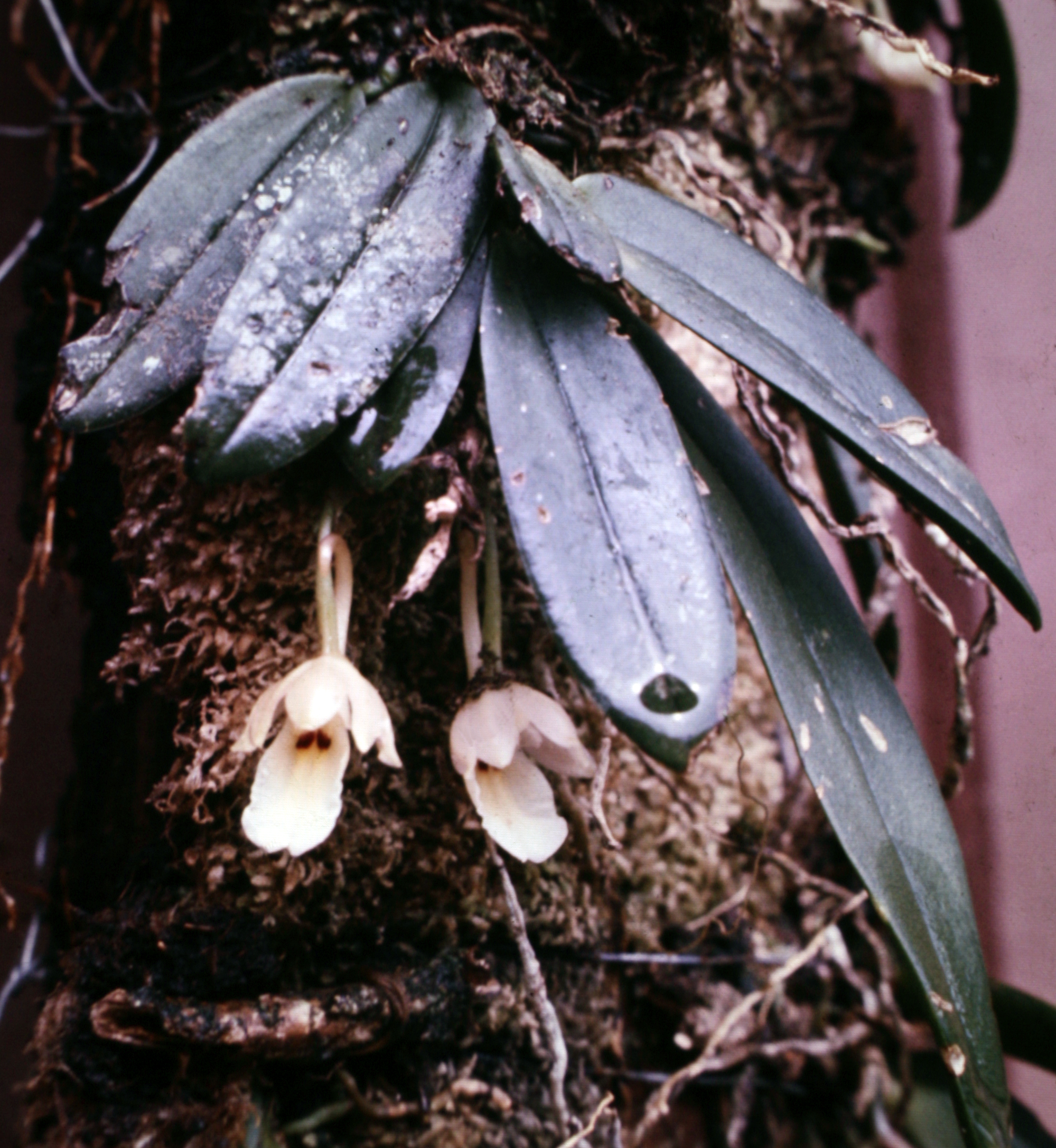
Dark Trichocentrum, Trichocentrum fuscum

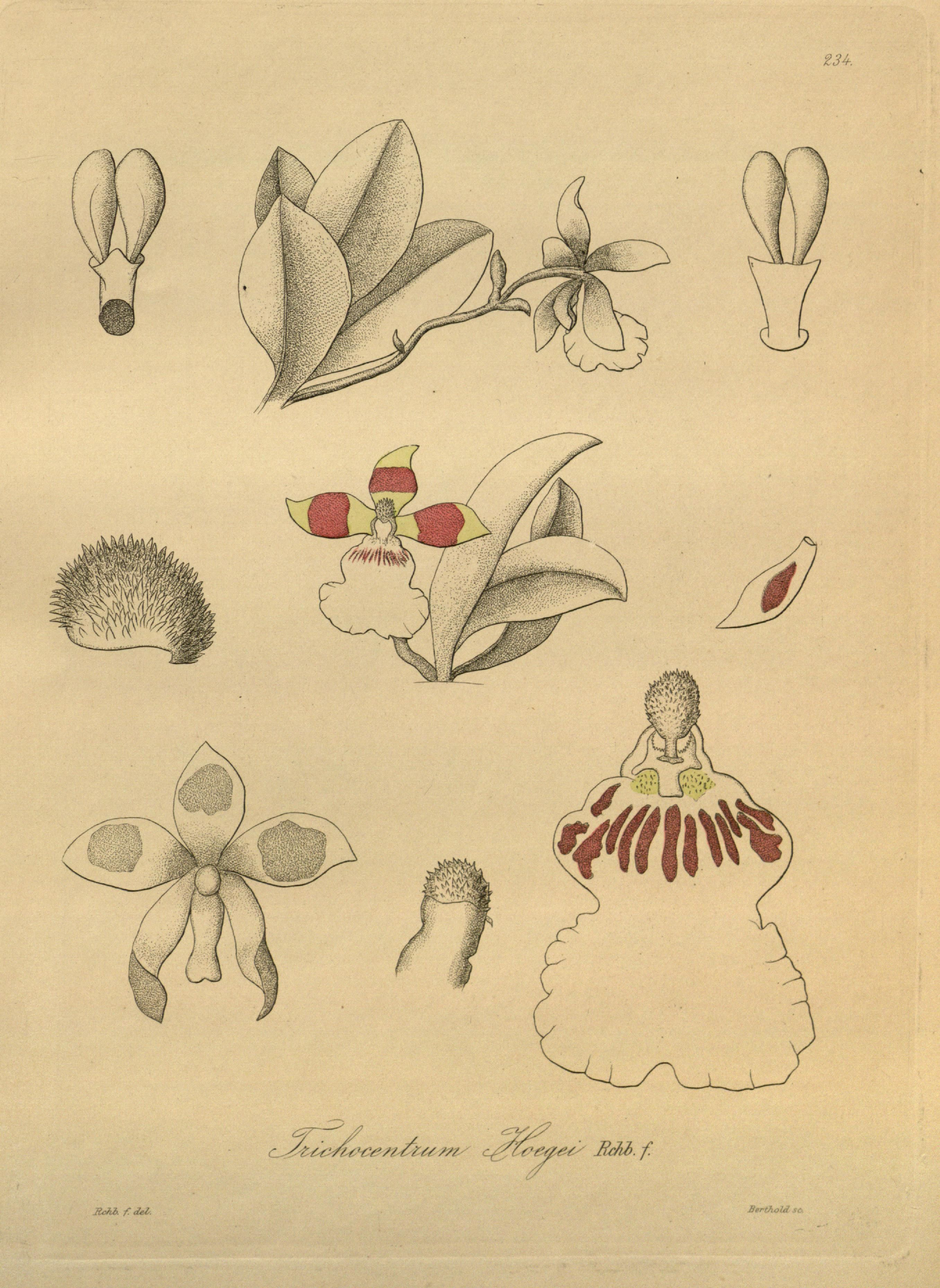
Trichocentrum hoegei parts drawing

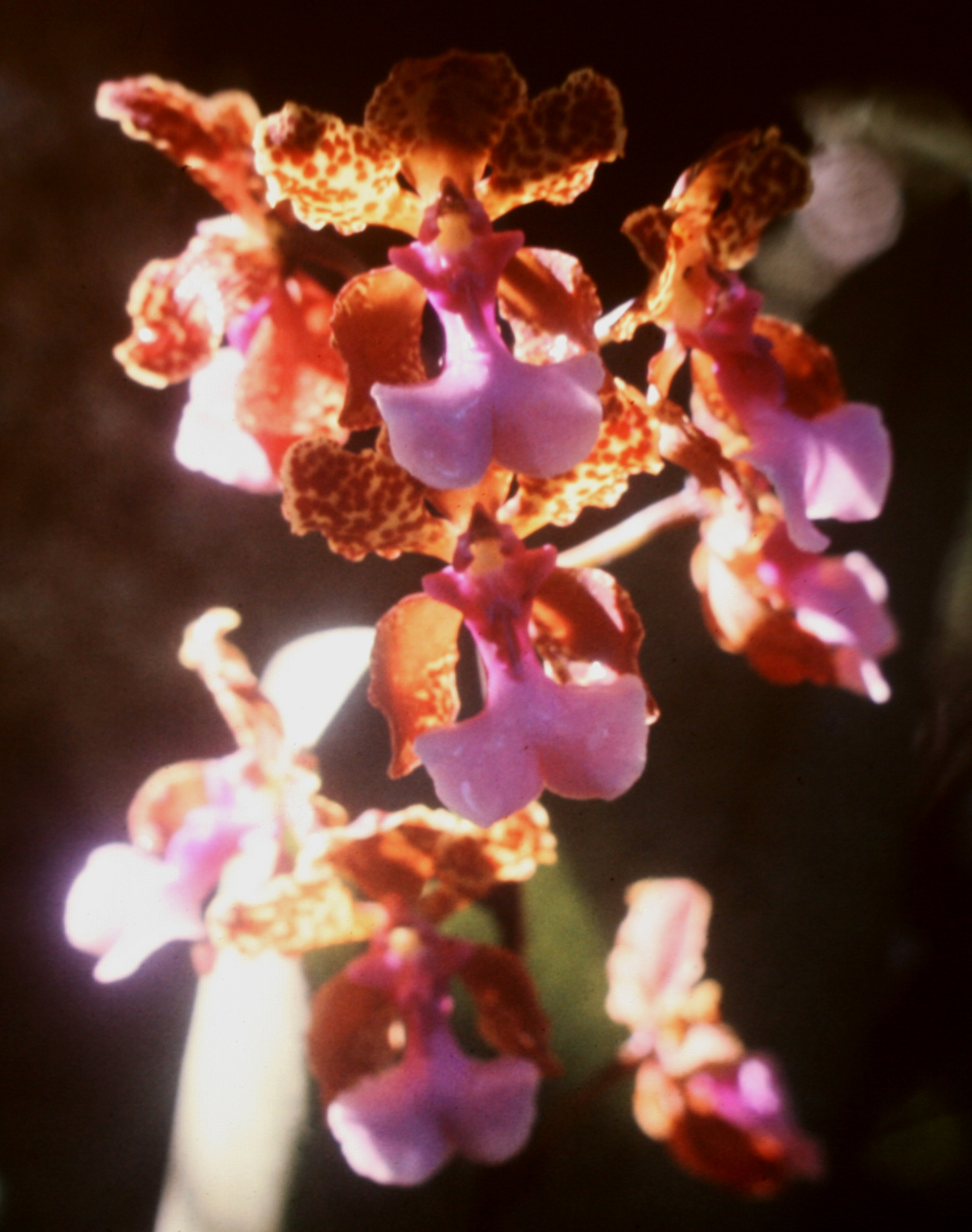
Trichocentrum lanceanum

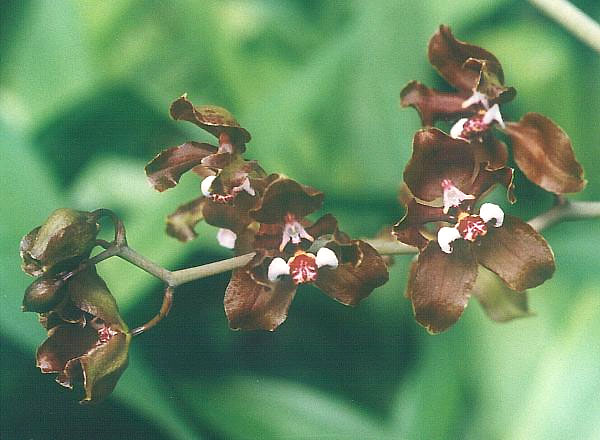
Trichocentrum microchilum

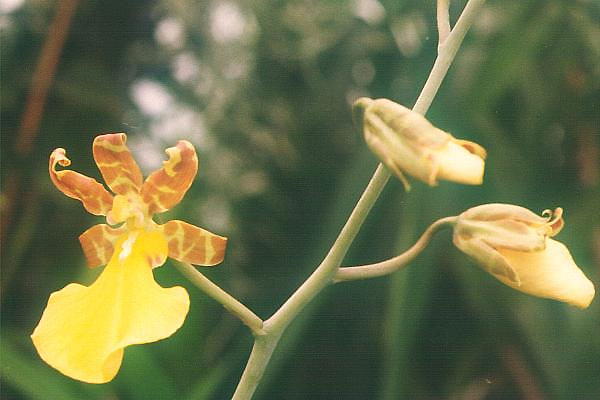
Trichocentrum splendidum

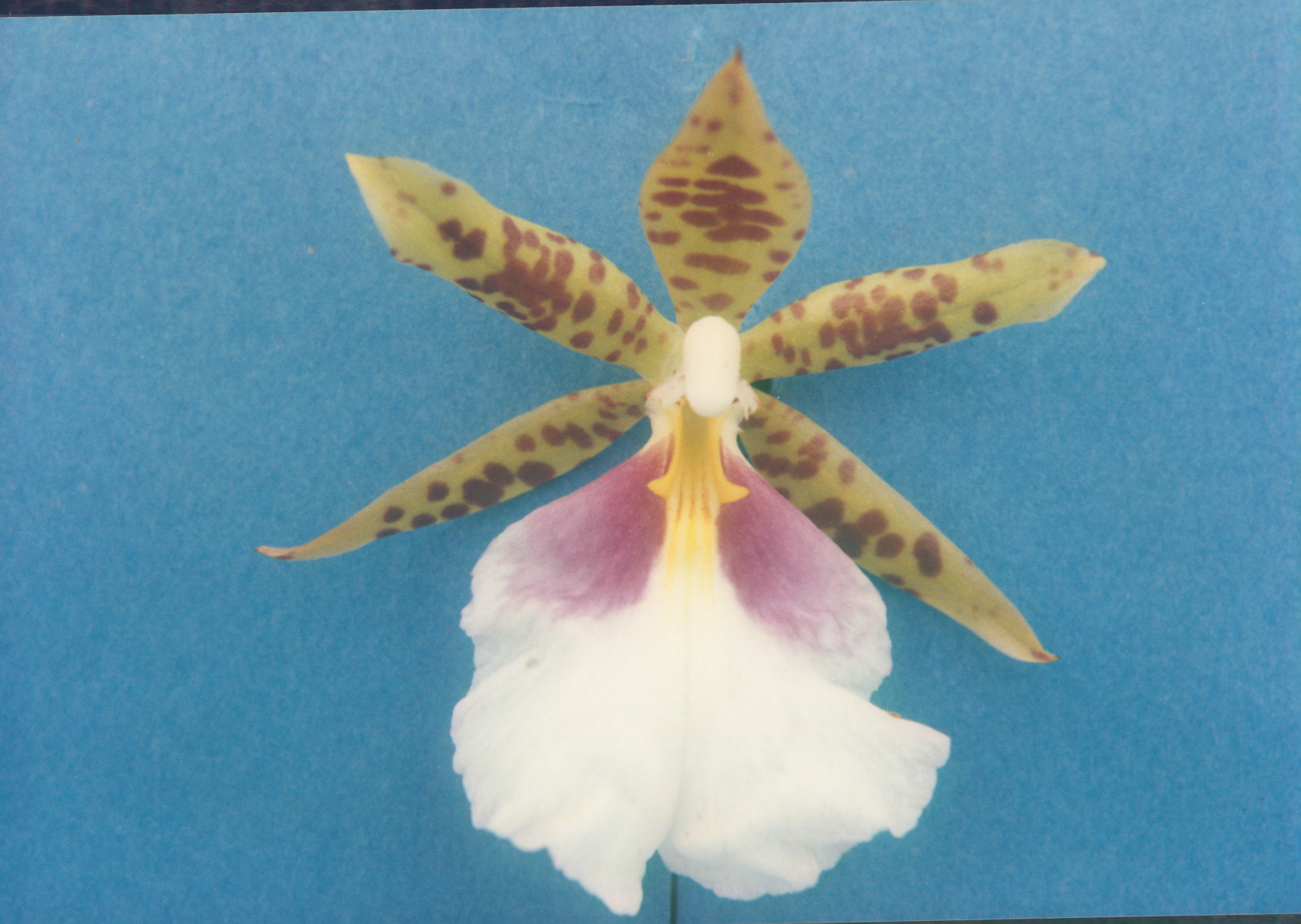
Tiger-like Trichocentrum, Trichocentrum tigrinum

- Trichocentrum albococcineum – White-scarlet Trichocentrum (N Brazil to Peru)
- Trichocentrum ascendens (Mexico to W South America)
- Trichocentrum aurisasinorum (Central America)
- Trichocentrum bicallosum (Oaxaca, Chiapas to Central America)
- Trichocentrum brachyceras (Colombia)
- Trichocentrum brevicalcaratum (Peru)
- Trichocentrum caloceras (Costa Rica)
- Trichocentrum candidum – White Trichocentrum (Veracruz to Chiapas to Central America)
- Trichocentrum capistratum – Halter Trichocentrum (Costa Rica to Venezuela)
- Trichocentrum carthagenense (Caribbean, Mexico to N Brazil)
- Trichocentrum cavendishianum (Mexico to Central America)
- Trichocentrum cebolleta (S Caribbean, Mexico to NE Argentina)
- Trichocentrum costaricense (Costa Rica)
- Trichocentrum cymbiglossum (Costa Rica)
- Trichocentrum dianthum Pupulin & Mora-Retana (Costa Rica)
- Trichocentrum estrellense (Costa Rica)
- Trichocentrum flavovirens (SW Mexico)
- Trichocentrum fuscum – Dark Trichocentrum (S Tropical America)
- Trichocentrum haematochilum (Trinidad)
- Trichocentrum hartii (Venezuela)
- Trichocentrum hoegei (Mexico: Veracruz, Guerrero, Oaxaca)
- Trichocentrum ionopthalmum (N Brazil)
- Trichocentrum johnii (Mexico)
- Trichocentrum jonesianum (Bolivia and Brazil to NE Argentina)
- Trichocentrum lacerum (C. America to Colombia)
- Trichocentrum lanceanum (Trinidad to S Tropical America)
- Trichocentrum leeanum (Colombia)
- Trichocentrum lindenii (Mexico to Guatemala)
- Trichocentrum longicalcaratum Rolfe
- Trichocentrum lowii (Guatemala)
- Trichocentrum luridum (Mexico to N South America)
- Trichocentrum margalegfii (SW Mexico)
- Trichocentrum × marvraganii (T. jonesianum × T. straceyi) (Bolivia)
- Trichocentrum mattogrossense (Brazil: Mato Grosso)
- Trichocentrum microchilum (Mexico: Chiapas to El Salvador)
- Trichocentrum morenoi (Peru to Bolivia)
- Trichocentrum nanum (S Tropical America)
- Trichocentrum neudeckeri (Bolivia)
- Trichocentrum nudum (Panama to Venezuela)
- Trichocentrum obcordilabium (Ecuador)
- Trichocentrum oestlundianum (SW Mexico)
- Trichocentrum orthoplectron (Colombia to N Brazil)
- Trichocentrum ostenianum (Paraguay)
- Trichocentrum panduratum (N Peru)
- Trichocentrum pfavii: Pfau's Trichocentrum (Central America)
  - Trichocentrum pfavii ssp. dotae (Costa Rica)
  - Trichocentrum pfavii ssp. pfavii (Central America)
- Trichocentrum pinelii (Brazil: Rio de Janeiro)
- Trichocentrum pohlianum (SE Brazil)
- Trichocentrum pongratzianum (Peru)
- Trichocentrum popowianum (Ecuador)
- Trichocentrum porphyrio (N Brazil)
- Trichocentrum pulchrum – Long-spurred Trichocentrum, Beautiful Trichocentrum (S Tropical America)
- Trichocentrum pumilum (Brazil to NE Argentina)
- Trichocentrum purpureum (Guyana)
- Trichocentrum recurvum (Guiana, Suriname)
- Trichocentrum splendidum (Guatemala)
- Trichocentrum sprucei (Suriname to Brazil)
- Trichocentrum stacyi (Bolivia)
- Trichocentrum stipitatum (Central America)
- Trichocentrum stramineum (Mexico: Veracruz)
- Trichocentrum teaguei (Bolivia)
- Trichocentrum tenuiflorum (NE Brazil)
- Trichocentrum teres (Costa Rica to Panama)
- Trichocentrum tigrinum – Tiger-like Trichocentrum (Central America to Peru)
- Trichocentrum undulatum (S Florida to N Brazil)
- Trichocentrum viridulum (Colombia)
- Trichocentrum wagneri (Brazil)
- Trichocentrum wittii (Bolivia)

## Hình ảnh

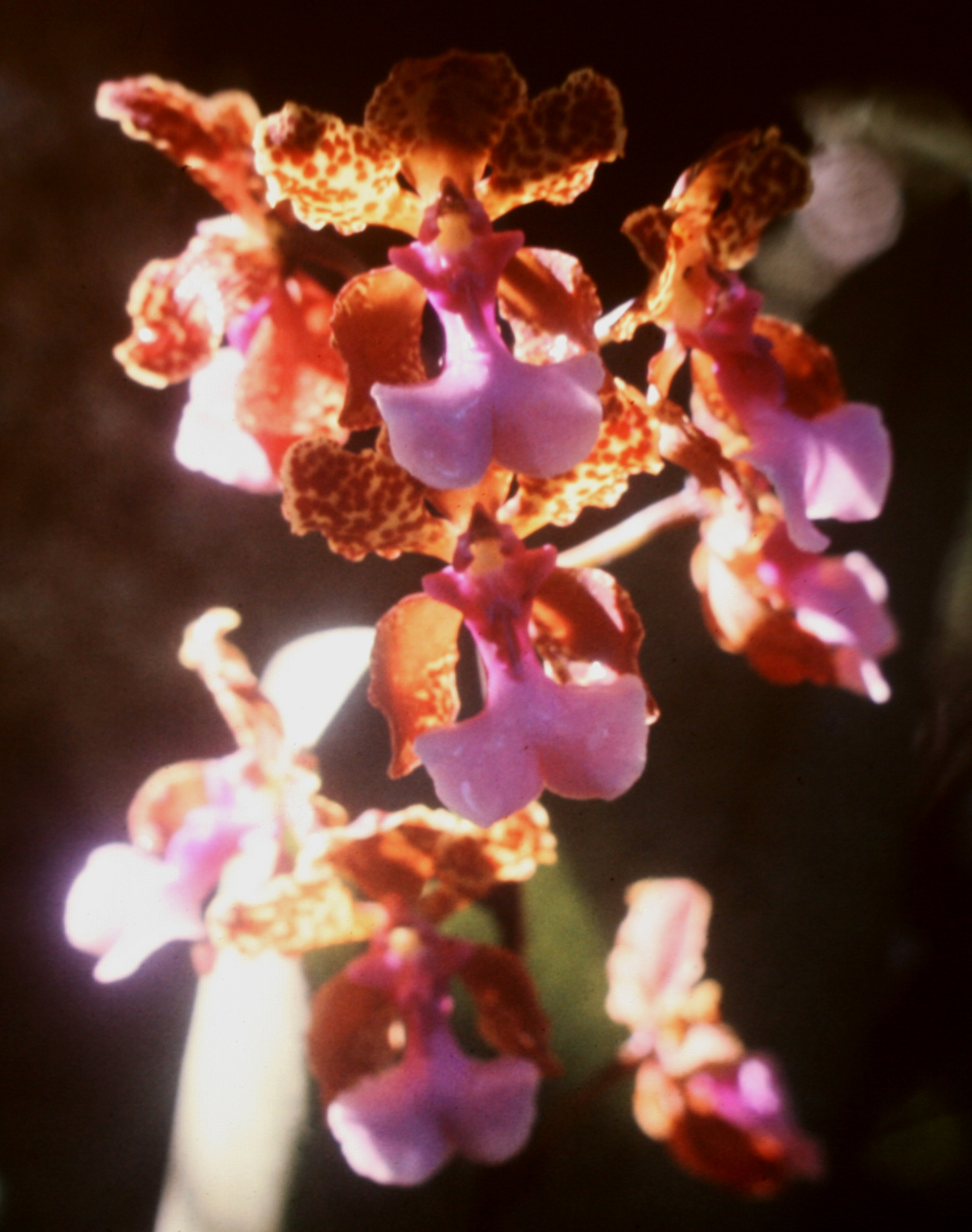
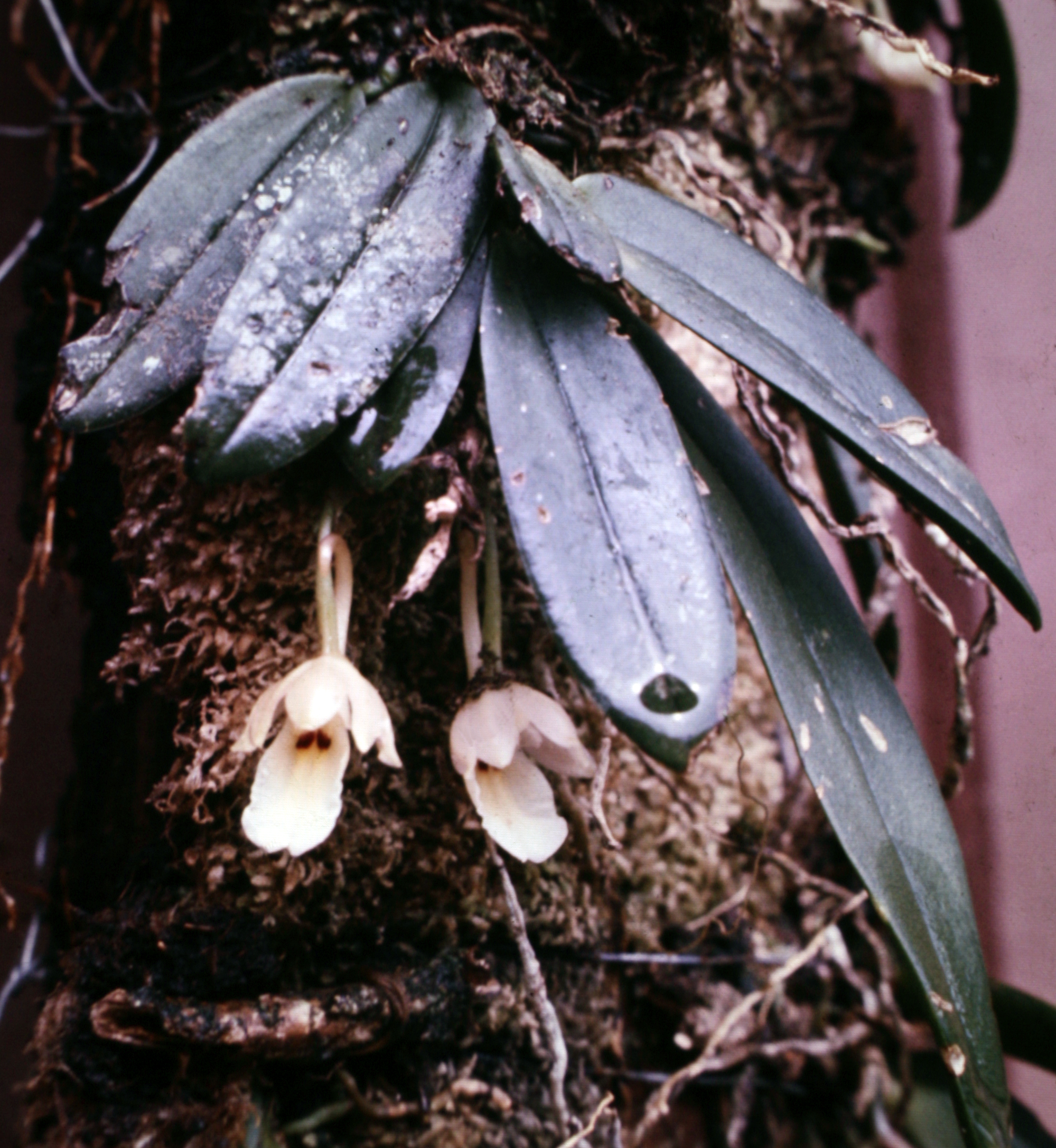
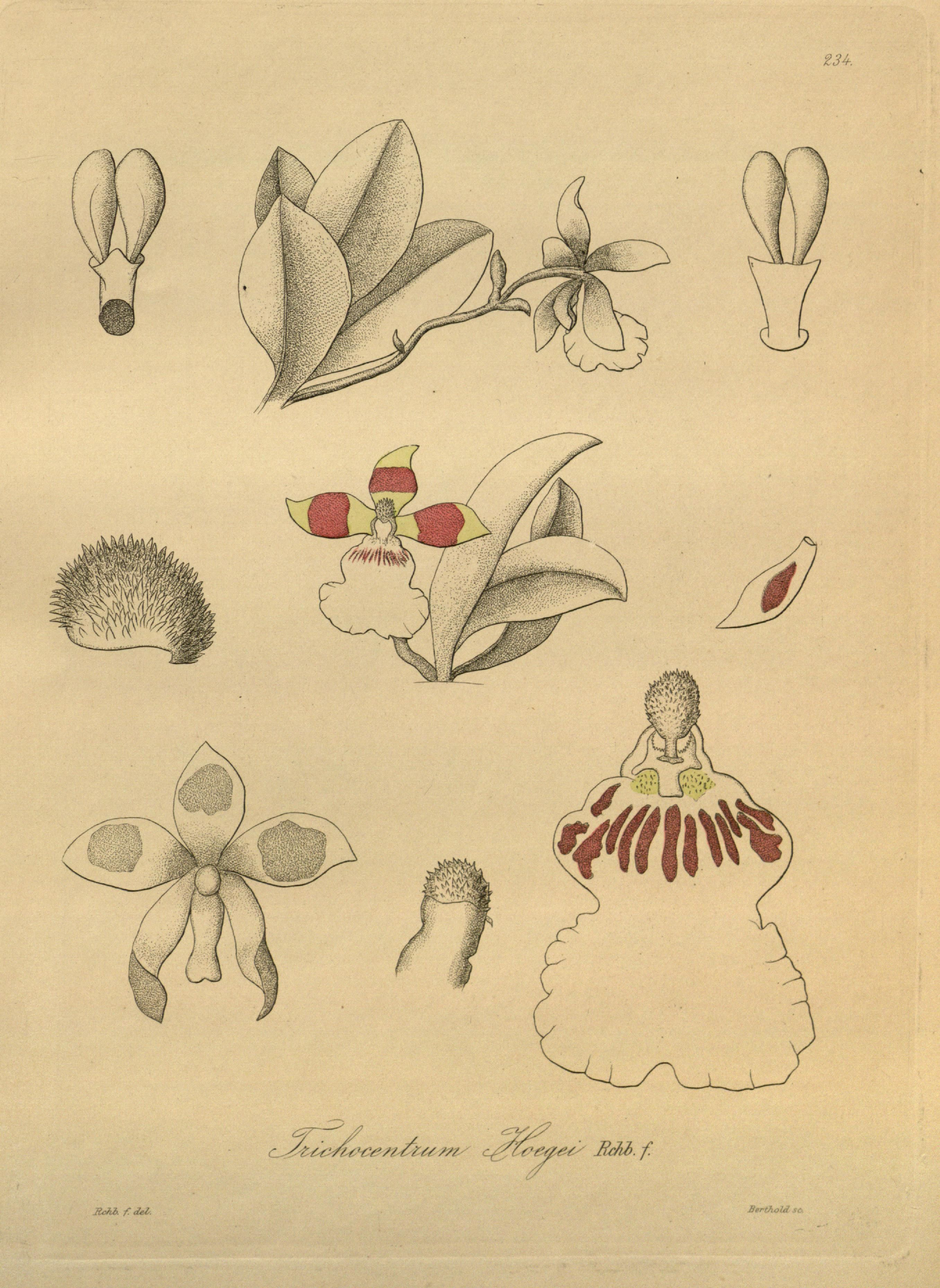